# Hohneck
O Hohneck é um monte da cordilheira dos Vosges, no nordeste da França. É o terceiro maior pico da cordilheira, com 1363 metros de altitude. É uma fronteira natural entre Lorena e Alsácia. O Hohneck abriga a maior estação de esqui da cordilheira.